# Педурень (Сібіу)
Педурень, Педурені (рум. Pădureni) — село у повіті Сібіу в Румунії. Входить до складу комуни Слімнік.
Село розташоване на відстані 221 км на північний захід від Бухареста, 16 км на північ від Сібіу, 105 км на південний схід від Клуж-Напоки, 112 км на захід від Брашова.

## Населення
За даними перепису населення 2002 року у селі проживали 2 особи.